# 아파치 서세스
아파치 서세스(Apache Xerces)는 XML문서의 파싱 및 조작을 위한 소프트웨어 패키지로서 아파치 소프트웨어 재단의 아파치 서세스 프로젝트에 의해 개발되고 있다. 이 라이브러리에는 XML 문서의 파싱을 구현하기 위한 표준 API 들이 DOM과 SAX 방식으로 구현되어 있으며 이들은 각각 자바(Xerces J), C++(Xerces C++), 펄(Xerces Perl) 등의 언어로 제공된다.

## 언어별 버전
| 언어 | 출시일     | 버전   |
| ---- | ---------- | ------ |
| 자바 | 2022-01-24 | 2.12.2 |
| C++  | 2020-04-10 | 3.2.3  |
| 펄   | 2014-04-30 | 2.7.0  |

## 같이 보기
- Apache Xalan